# Mörrumsån

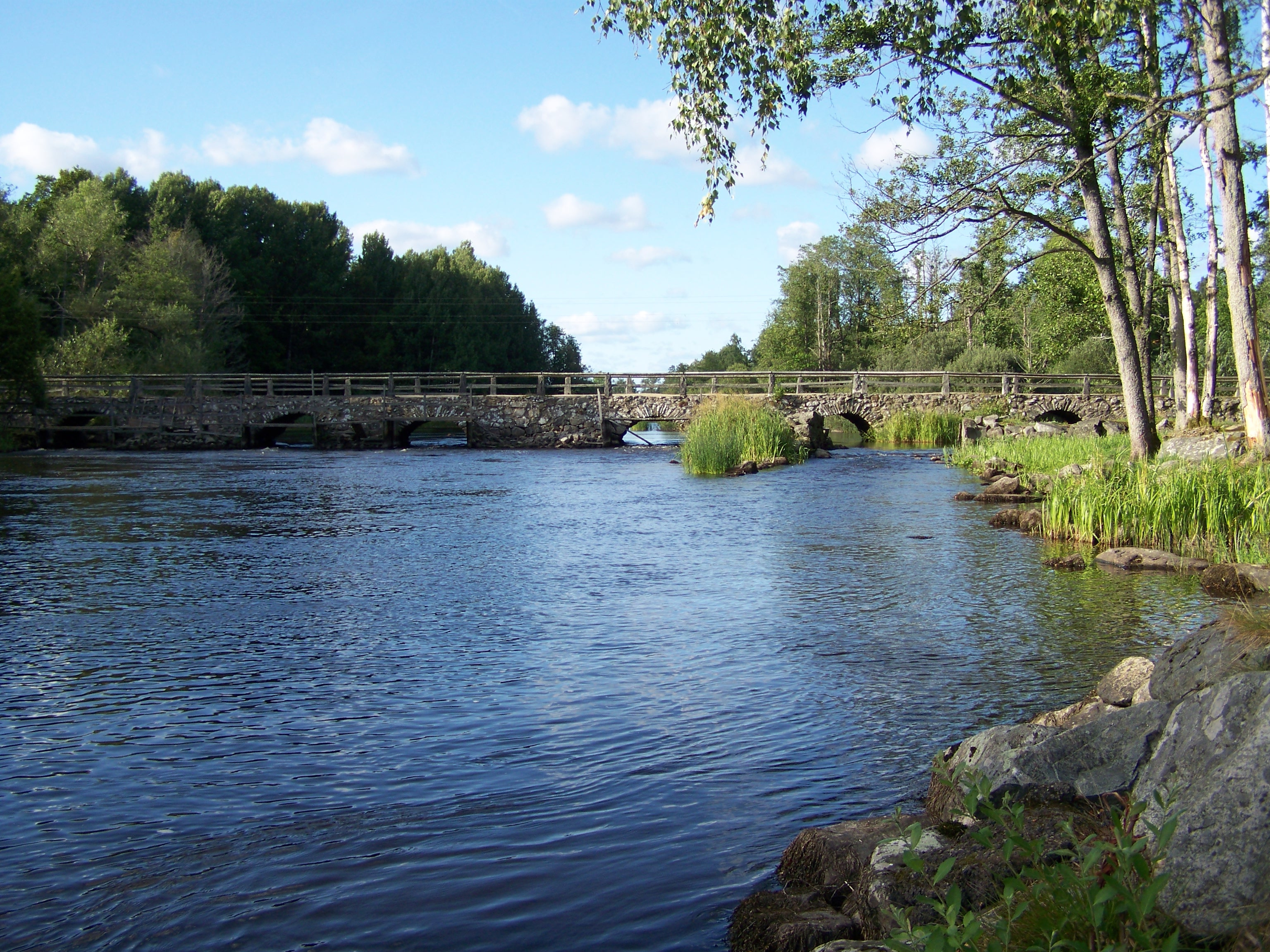
Mörrumsån vid Blidingsholm, söder om Åsnen.

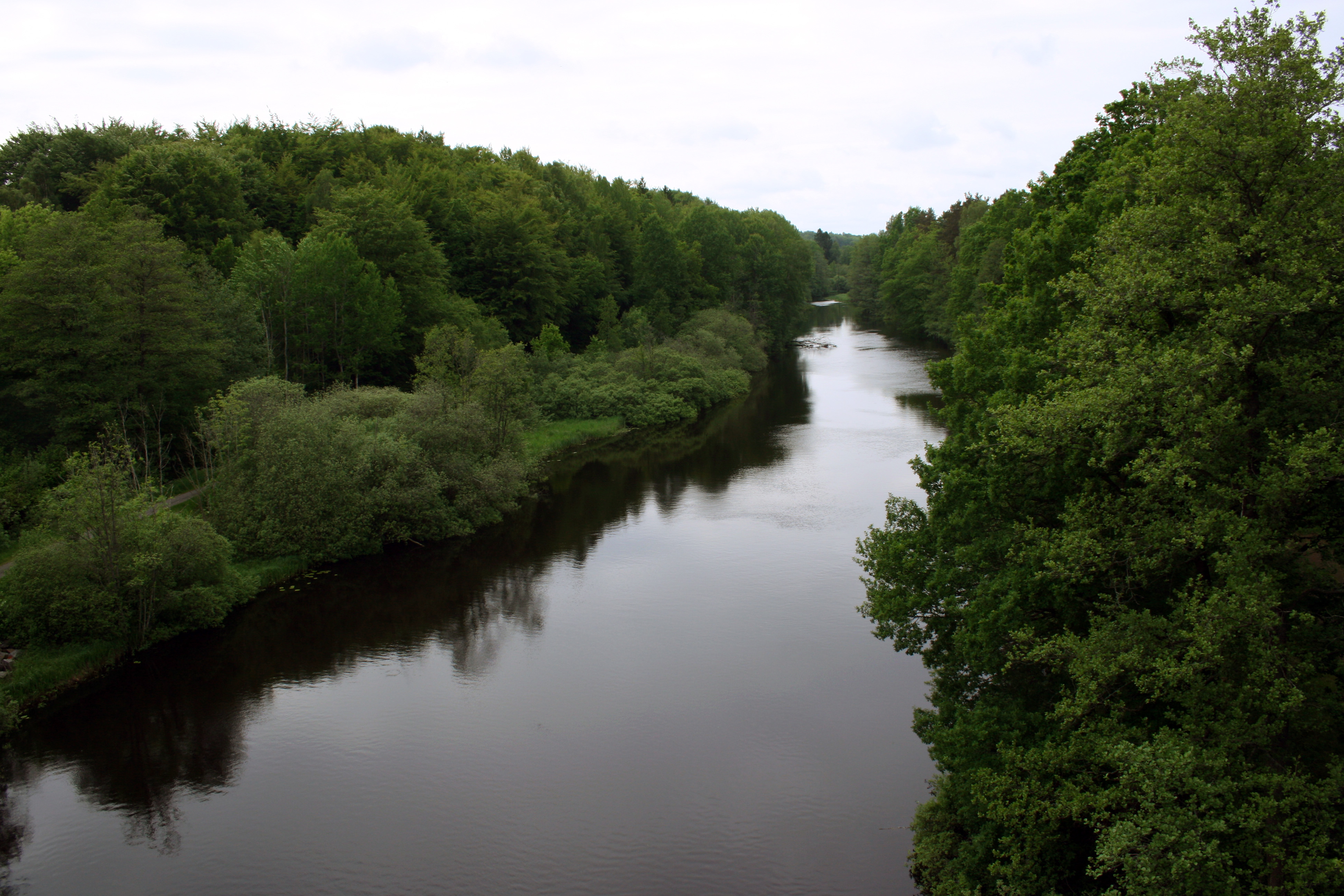
Mörrumsån vid Svängsta.

Mörrumsån är en å i Småland och Blekinge; den största av åarna som mynnar i Blekinge. Åns källflöde finns i trakten av Lindshammar på gränsen mellan Jönköpings och Kronobergs län. Ån rinner söderut och passerar bland annat sjöarna Madkroken (196 m ö.h.), Örken (188 m ö.h.), Helgasjön (163 m ö.h.), Salen (142 m ö.h.) och Åsnen (139 m ö.h.) innan den mynnar vid Mörrum väster om Karlshamn i Blekinge län. 
Mörrumsån är 186 km lång och avvattnar ett område på 3 369 km². Medelflödet vid mynningen är ca 25 m³/s. I förteckningen över Sveriges huvudavrinningsområden är Mörrumsån nr 86.
Under flödet mellan Helgasjön och Åsnen är Mörrumsån känd som först Helige å och längre ner Helge å.

## Fiske
Mörrumsån är en av världens mest välkända laxälvar, men även känd för fiske efter havsöring. I äldre tider användes ljuster för att fånga laxen i Mörrumsån. Efterhand tillkom redskap som laxkar, håv, laxnot, laxgarn. Dessa redskap var i bruk ända fram till 1960-talet. Numera är allt kommersiellt laxfiske nedlagt, men de gamla fasta fiskeplatserna vid Kungsforsen och Hönebygget kan fortfarande beskådas. 
Laxfisket i Mörrum är mycket gammalt och sedan uråldrig tid regalt (det vill säga tillhört Kronan, idag Sveaskog, före detta Domänverket). Det beskrivs första gången redan år 1231 i Valdemar II:s jordebok. Vissa dagar under sommaren och i samband med höstfisket efter avelslax till fiskodlingen, håvas det fortfarande på gammalt vis. Allt annat lax- och öringfiske utövas idag som sportfiske. Åren 1939–1940 genomfördes provfiske avseende lämplighet för sportfiske av Sven O. Hallman, varefter organiserat sportfiske inleddes 1941. Premiären för sportfiske är den sista fredagen i mars varje år och sportfisket pågår fram till den sista september.